# 芦原街道
芦原街道（あわらかいどう）は、福井市街地から坂井市を経由してあわら市までを南北に縦貫する道路（主要地方道福井加賀線の一部区間）を指す通称である。坂井市内およびあわら市内においては、福井市天池で分岐する主要地方道福井金津線（通称：空港道路または嶺北縦貫線）が当路線と距離を隔てつつもほぼ並行する。

## 接続する道路

### 福井市内
- 九十九橋北詰交差点
  - 中央大通り
    - 福井県道6号福井四ヶ浦線
- 大仏前交差点
  - さくら通り（福井県道115号殿下福井線）
- 乾徳交差点
  - 松本通り
- 福井大学北交差点
  - 西環状線
- 大宮交差点
  - 藤島通り（国道416号）
- 新田塚交差点
  - サン二の宮通り
- 天池交差点
  - 福井県道29号福井金津線

### 坂井市内
- 針原交差点
  - 福井県道163号高江針原線
- 春江西小前交差点
  - 福井県道160号板倉高江線
- 松木交差点
  - 福井県道234号福井空港線
- 中庄交差点
  - 福井県道102号春江川西線
- 西長田交差点
  - 福井県道10号丸岡川西線
- 西長田第2交差点
  - 福井県道20号三国春江線
- 下兵庫交差点
  - 福井県道106号三国丸岡停車場線
- 大味下交差点
  - 福井県道154号高柳矢地線

### あわら市内
- 下番無門交差点
  - 福井県道101号三国金津線
- 下番蔵間交差点
  - 福井県道101号三国金津線
- あわら市温泉3丁目
  - 福井県道9号芦原丸岡線
- 舟津口交差点
  - 国道305号